# Karen Huitfeldt
Karen Huitfeldt, født Werenskiold (3. juni 1700 – 26. oktober 1778 på Næstved Sortebrødrekloster) var en dansk-norsk adelsdame.
Hun var datter af konferensråd, amtmand Niels (Wernersen, adlet) Werenskiold. 15. september 1719 ægtede hun i Marstrand officeren Hartvig Huitfeldt, som i dette ægteskab fik sædegården Hafslund ved svigerfaderens død.
Hendes mand døde 1748. Hun solgte 1754 Hafslund og flyttede til Danmark, hvor hun købte herregården Næstved Sortebrødrekloster. 1755 blev hun dekoreret med l'union parfaite og var 1757-67 overhofmesterinde hos dronning Juliane Marie. Hun døde på nævnte kloster, og hendes lig førtes til Norge og er sammen med mandens hensat i et kapel, han havde bygget ved Hafslunds sognekirke Skjeberg. For godsets fattige havde de oprettet en stiftelse, bestående af vajsenhus, skole m. m.